# Gévaudan
Pour les articles homonymes, voir Gévaudan (homonymie).
Ne doit pas être confondu avec Gévaudan (région naturelle).
Ne doit pas être confondu avec Grésivaudan.

Parti, au premier d'azur semé de fleurs de lys d'or, au second aussi d'or aux quatre pals de gueules.

Le Gévaudan (en occitan : Gavaudan ou Gevaudan ; en latin : Gabalitanus pagus) est une ancienne province française.
Le Gévaudan équivaut au diocèse de Mende et se trouve dans la province du Languedoc.
À la Révolution française, son territoire a servi de base pour former le département de la Lozère. Seul le canton de Saugues fut rattaché au département de la Haute-Loire. La Lozère accueillit, par contre, Meyrueis et Villefort.

## Les origines

### Néolithique

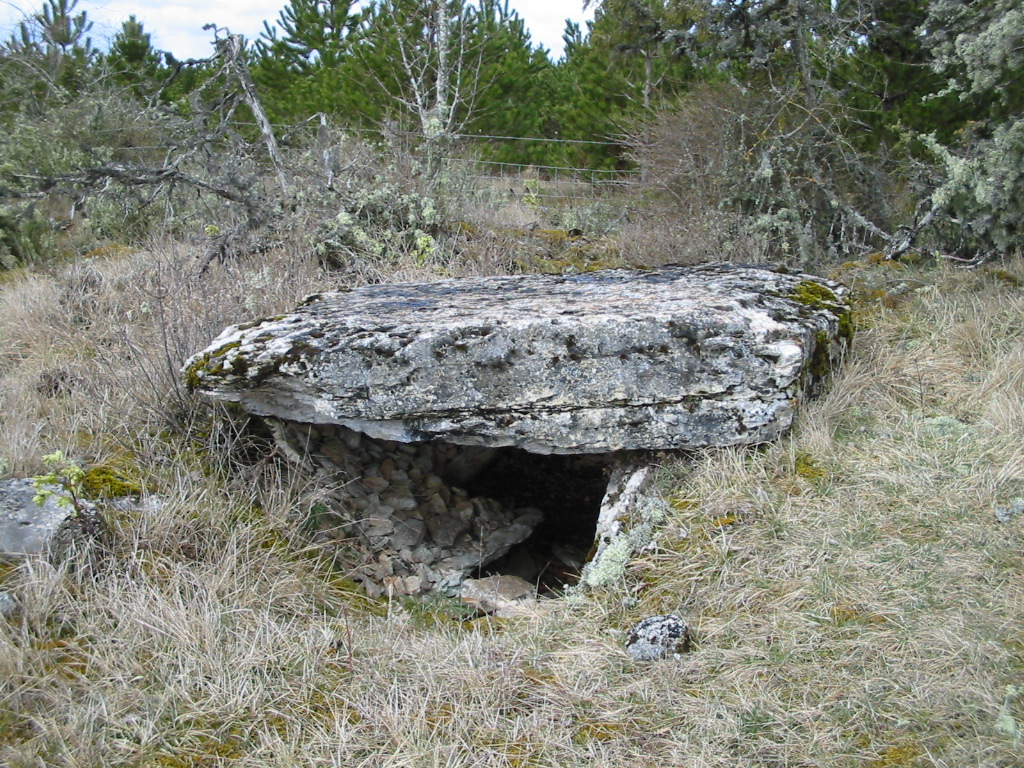
Un dolmen à Bramonas.

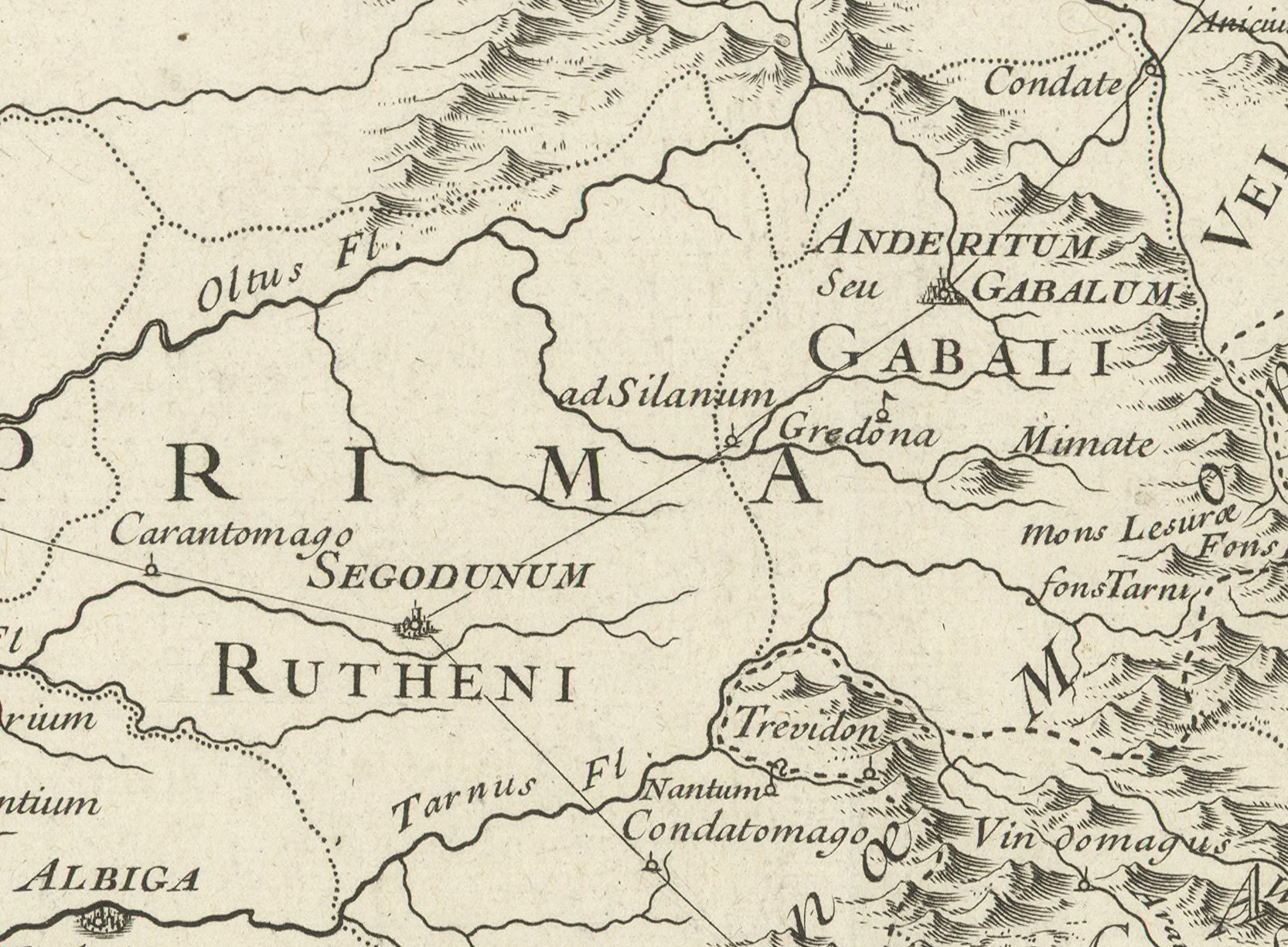
Sur cette carte on retrouve Anderitum, Condate, Gredone et Ad Silanum, mais également Mimate (Mende) et le mont Lozère.

La région du Gévaudan présente une forte concentration de monuments mégalithiques tels les menhirs et les dolmens. La Cham des Bondons présente la deuxième concentration de ces monuments en Europe.

### Période gauloise puis gallo-romaine
Le terme Gévaudan dérive du nom du peuple gaulois des Gabales.
Les Gabales étaient voisins des Helviens à l'est, des Vellaves et des Arvernes au nord, des Rutènes à l'ouest et des Volques au sud.
Les Gabales combattirent aux côtés de Vercingétorix durant la guerre des Gaules. Ils furent chargés par les Arvernes de combattre les Helviens, alliés des Romains, qui perdent alors nombre de leurs chefs. Avec les Cadurques et les Vellaves, ils formèrent un contingent de 35 000 hommes qui vint au secours de Vercingétorix lors du siège d’Alésia.
À la période gallo-romaine, quatre villes nous sont connues comme importantes : la capitale Anderitum (devenue Javols), Condate (dont l'emplacement a été authentifié au confluent des rivières Allier et Chapeauroux, au lieu-dit Chapeauroux (commune de Saint-Bonnet de Montauroux devenue Saint Bonnet-Laval) depuis 1867 à la suite de fouilles archéologiques, effectuant la liaison vers Ruessio puis Lugdunum), Gredone (Grèzes, la forteresse des Gabales, proche du lieu de culte installé à Saint-Bonnet-de-Chirac) et Ad Silanum (une station de l’Aubrac sur la route vers Segodunum, aujourd’hui perdue).
Pline l'Ancien témoigne que les Gabales fabriquaient un fromage très apprécié à Rome.
Le Gévaudan a toujours tenu à être indépendant de l'Empire romain mais fut néanmoins rattaché à la Narbonnaise sous l’égide de Nemausus (Nîmes).
Au IIIe siècle, les barbares alamans pénètrent sur le territoire des Gabales, s’emparent de la capitale, Gabalum (aussi connue comme Anderitum). Celle-ci est entièrement détruite. Ils assiègent sans succès la forteresse Grèzes où se sont réfugiés les habitants. Pour tenter de les faire sortir du siège, ils martyrisent l’évêque Privat qui accepte son sort. Selon Grégoire de Tours, Privat aurait refusé de livrer son peuple malgré tous les supplices qu’on lui faisait subir. Exténués de ne pouvoir faire sortir les Gabales de leur forteresse, les Alamans auraient décidé de quitter le territoire gabale en leur promettant la paix. Quant à Privat, il succombe à ses blessures dans les jours qui suivent. Son tombeau devint un lieu de pèlerinage et c’est autour de lui que se développa la ville de Mende, qui fut le siège de l’évêché du Gévaudan. D’autres dates sont avancées pour le martyre de Privat, 402 ou le Ve siècle, mais elles ne semblent pas correctes au vu des autres sources.

### Haut Moyen Âge

Ancien blason de la province du Gévaudan.

La région appartient à l'Empire romain jusqu’en 470. À la chute de l’Empire romain et la fin de la Pax Romana, les Wisigoths prennent possession du territoire, avec leur roi Euricet en chassent les Burgondes récemment installés. Mais les Wisigoths sont écrasés par Clovis à Vouillé en 507 et sont repoussés au sud des Cévennes. Les Wisigoths s’installeront en Septimanie alors que le Gévaudan sera conquis par les Burgondes en 508 avant de passer passer sous contrôle mérovingiens peu après la mort de Clovis. Il sera l’un des points les plus au sud du royaume franc d’Austrasie (511).
Le Gévaudan subit les partages entre les princes mérovingiens. La légende de la princesse Énimie date de cette époque. Sœur de Dagobert, elle était atteinte de la lèpre hideuse. Elle eut la vision d’un ange lui ordonnant d’aller se baigner dans les eaux de la fontaine de Burle, au pays des Gabales, elle obéit et fut guérie. Elle fonda un monastère sur les rives du Tarn, connu plus tard sous le nom de Sainte-Enimie.
En 688, le Gévaudan est réuni aux États du duc d'Aquitaine, les Sarrasins ravagent le pays en 732.
En 767, Pépin le Bref intègre au royaume des Francs le Gévaudan avec l'Aquitaine.
Charlemagne réorganise le pays en pagus, ainsi naît le Pagus Gabalitanus autrement dit le « pays gabale ». Chaque pagus est divisé en vigueries, le Gévaudan en aura huit : Banassac (où les rois francs frappaient leur monnaie), Grèzes (et sa forteresse antique), Miliac (proche de Langogne), Valdonnez, Chassezac, Vallée du Tarn, Dèze (et l’ensemble de la Vallée Longue) et Vallée-Française. On peut en rajouter une neuvième, celle Entre deux Gardons, dont Saint-Jean-du-Gard était en Gévaudan. Celles de Dèze, de Vallée française et donc Entre deux Gardons dépendaient beaucoup de Nîmes. Il est possible que les différents textes évoquant ces vigueries omettent d’en citer certaines (le chapitre de Mende évoquera plus tard Peyre, Châteauneuf, Auroux et Serverette).

## Le comté de Gévaudan

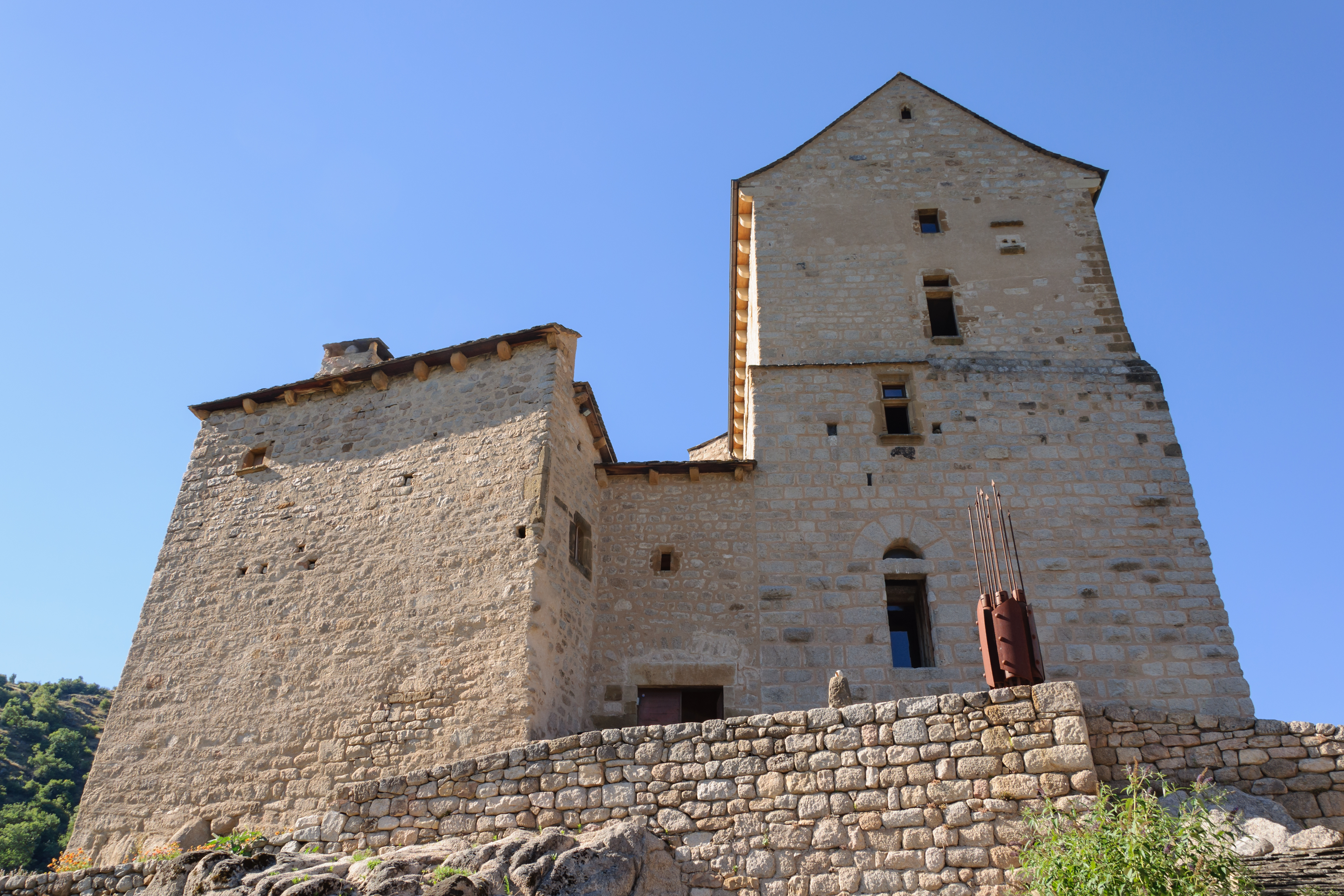
Le château de Miral, remontant au XIIIe siècle, défendait l’accès à la vallée haute du Tarn.

Le système romain des comites civitatis, responsables civils et militaires d'une zone localisée (les futurs comtes), est développé par les rois francs à l'échelon des anciennes tribus gauloises, notamment les Gabales.
Après la mort de Guillaume Ier le Pieux, duc d’Aquitaine, trois familles se disputent le pouvoir dans le Sud-ouest : les comtes d’Auvergne, les comtes de Poitiers et les comtes de Toulouse qui finalement obtiennent la tutelle du Gévaudan. Cependant le vicomte, à l'origine représentant du comte, en profite pour acquérir une relative indépendance.
Un vicomte de Gévaudan épouse l'héritière des comtes de Provence, puis la vicomté échoit aux comtes de Barcelone par le mariage de Douce de Provence avec Raymond-Bérenger III.
Le processus de fragmentation des pouvoirs féodaux et la transmission de la vicomté à des héritiers de plus en plus lointains, finalement le roi d’Aragon, aboutit à la réduction de l’autorité réelle de ce dernier à quelques seigneuries autour de Grèzes.
Cependant au XIIe siècle, l’évêque de Mende, Aldebert III du Tournel obtient les droits temporels sur la ville de Mende. Ces droits sont rapidement étendus à l’ensemble du Gévaudan, le diocèse de Mende, via une bulle d'or royale accordée par Louis VII en 1161.

### L'autorité royale
La Bulle d'or est confirmée par Louis IX, saint Louis, en décembre 1257. Les sénéchaux de Beaucaire n'ont cessé de faire reconnaître l'autorité du roi et exercer la justice dans le diocèse de Mende après l'abandon par Amaury VI de Montfort de ses droits en Languedoc, plusieurs confiscations, le traité de Corbeil passé le 11 mai 1258 avec les représentants du roi d'Aragon et les conventions arrêtées avec l'évêque de Mende en 1265.
Ces différents actes ont permis de constituer au profit du roi un domaine important comprenant :
1. la vicomté de Grèzes ou la baylie de Marvejols et de Chirac,
2. la baylie de Saint-Étienne-Vallée-Française, ce qui a été ensuite appelé Bas Gévaudan.

À partir de 1265, le roi de France a nommé des officiers qui agissaient en son nom dans le Gévaudan. Une cour royale y a été instituée.
Le traité de pariage conclu en février 1307 entre Philippe le Bel et l'évêque de Mende pour régler les différends qui existaient depuis trente-cinq ans a donné une base solide à l'exercice de l'autorité royale dans le Gévaudan. Par ce traité, la justice est rendue par une cour commune au roi et à l'évêque de Mende dont les appels sont portés au parlement de Paris. Les droits du sénéchal de Beaucaire dans le Gévaudan sont précisés dans un accord conclu entre le roi et l'évêque de Mende en février 1317

### L'évêché de Mende
L’acte de paréage conclu en 1307 entre  Philippe le Bel et Guillaume VI Durand attribue finalement le titre de comte à l’évêque mais partage en réalité les droits attachés au titre entre l’évêque et le roi.
Cet accord assure jusqu'à la révolution au Gévaudan le statut d'une principauté ecclésiastique, comme c'est le cas également pour les comtés voisins du Velay et de Viviers (Vivarais).
Le Gévaudan est découpé en trois parties : la terre du roi (et sa ville principale Marvejols), la terre de l'évêque (Mende) et la terre commune (administrée par les barons).

### La noblesse

#### Les huit baronnies du Gévaudan
Le Gévaudan possédait huit baronnies, dont certaines parmi les plus riches du Languedoc :
- dans la partie occidentale de la Margeride,
  -  Apcher,
  - Mercœur (le Malzieu ainsi que Saugues),
  -  Peyre,
- dans la partie orientale de la Margeride,
  -  Randon,
- en remontant la vallée du Lot,
  - Canilhac,
  - Cénaret (Barjac),
  -  Le Tournel,
- dans les Cévennes,
  - Florac.

Ces baronnies ont eu à leur tête différents titres seigneuriaux : barons, ducs ou marquis.
Une légende évoque la création de ces huit baronnies : celle d’un jeune berger mendois parti en Hongrie chercher meilleure fortune. Devenu confident du roi de Hongrie, à la suite de sa dévotion, il s’éprit de sa fille au point de vouloir l’épouser. N’ayant pas l’accord de la famille royale pour le mariage il se résolut à l’enlever, et la ramener en son pays. De cette union naquirent sept fils. Le roi de Hongrie, à la recherche de sa fille vint en Gévaudan qu’il ne quitta jamais, rachetant alors le pays, se réservant l’évêché et créant alors le comté. À sa mort, l’évêque de Mende reprit possession de ses biens créant alors les sept baronnies du Gévaudan, un pour chaque fils. Seule celle de Mercœur sera créée plus tard.

#### Les douze seigneuries principales
S’adjoignent donc à ces huit baronnies douze seigneuries historiques qui ont eu, au fil des ans, le même rang que les terres des barons : Montauroux, Saint-Alban, Servières, Montrodat, Mirandol, Barre, Gabriac, Portes, Sévérac, Arpajon, la Garde-Guérin et Allenc.

### Les États particuliers du Gévaudan
Au XIVe siècle, le Gévaudan est englobé dans le Languedoc. Cependant, outre ce gouvernement central, la province dispose de sa gouvernance particulière. En ce qui concerne les États de Languedoc, le Gévaudan est représenté par l'évêque (remplacé par le vicaire général en son absence), un des barons, le syndic général du diocèse et les consuls de Mende et de Marvejols. Le choix du baron se fait en changeant tous les ans grâce à la roue du tour (autrement dit les baronnies sont classées dans un ordre et on passe au suivant, de manière circulaire, chaque année).
Les États particuliers du Gévaudan se veulent représentatifs des trois ordres. Pour l'Église, sont présents ou représentés : un chanoine (député du chapitre), le dom d'Aubrac, le prieur de Sainte-Enimie et de Langogne, le commandeur de Palhers et monsieur de Saint-Jean (le commandeur de Gap-Francès).
Pour la noblesse, on retrouve les huit barons et les douze gentilshommes énoncés ci-dessus. Le tiers-état est lui représenté par les trois consuls de Mende, et un consul pour : Chirac, La Canourgue, Saint-Chély-d'Apcher, Saugues, Malzieu, Florac, Ispagnac, Sainte-Enimie, Châteauneuf-de-Randon, Serverette, Saint-Étienne-Val-Francesque, Langogne, Portes, Barre et Saint-Alban. Le mandement de Nogaret, au statut un peu particulier, avait aussi un représentant pour le tiers-état.

## Langue régionale
Le parler gévaudanais (pour les siècles les plus récents) fait partie de l’occitan. Selon Jules Ronjat, il constitue un « languedocien en cha » (bien que la plupart de ses traits soient ceux du dialecte languedocien, il se situe au nord de l'isoglosse ca~cha). Sa syntaxe a été étudiée par Charles Camproux.
Le Gévaudan a connu de nombreux auteurs en occitan. Quatorze troubadours en seraient issus (Perdigon, Garin d'Apchier, Gavaudan, Bernart Sicart, etc.). On retrouve parmi eux trois trobairitz qui sont restées dans l'histoire de la littérature : Almucs de Castelnou, Iseut de Capio et Azalaïs d'Altier.
Parmi les auteurs des XXe et XXIe siècles on notera Félix Remize (1865-1941, dit lo grelhet), Joseph Valette, Émile Tichet.
Une école félibréenne, l'Escolo Gabalo, poursuit un travail de diffusion et d'étude de la langue locale : revue Lou Païs (lo Pais), almanach (Armanac de Louzero (Armanac de Losera en graphie classique). Un dictionnaire est paru en 1992. Il compile les travaux de Félix Remize qui avait amassé une grande quantité de mots absents du Tresor de Frédéric Mistral.